# 哈里斯民意调查
哈里斯民意调查是1963年美國Louis Harris & Associates创建的調查方法，使用电话和网上调查，专门从事舆论研究。1996与Harris Interactive合并。